# The Death of Klinghoffer

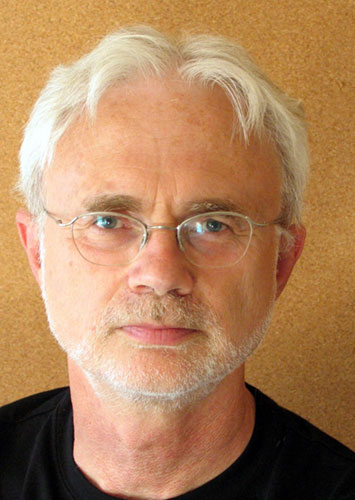
John Adams

The Death of Klinghoffer är en opera i en prolog och två akter med musik av John Adams och med libretto av Alice Goodman från 1991.

## Bakgrundshistoria
Operan är baserad på kapningen av Achille Lauro, då ett italienskt kryssningsfartyg kidnappades av Palestinska befrielseorganisationen 1985 och mordet på den rullstolsburne, judisk-amerikanske passageraren Leon Klinghoffer. Idén till operan utarbetades tillsammans med den amerikanske regissören Peter Sellars. Operan hade sin premiär på Théâtre Royal de la Monnaie i Bryssel 19 mars 1991. Enligt Adams handlar det om en passionshistoria i Bachs tradition. Den centrala handlingen utgörs nämligen inte av terroristernas kupp, utan av kören som ger uttryck för såväl de döda som natur- och världsanden. Verket har en mytisk dimension.

## Roller
- Leon Klinghoffer (Baryton)
- Kaptenen (Bas)
- Förste styrman (Basbaryton)
- En schweizisk mormor (Mezzosopran)
- Molqui, terrorist (Tenor)
- Mamoud, terrorist (Baryton)
- En österrikisk kvinna (Mezzosopran)
- "Rambo", terrorist (Basbaryton)
- En engelsk dansös (Mezzosopran)
- Omar, terrorist (Mezzosopran)
- Marilyn Klinghoffer (Alt)
- Palestinier och judar
- "Havets kör", "Nattens kör", "Hagar och ängelen", "Öknens kör", "Dagens kör" (körer)

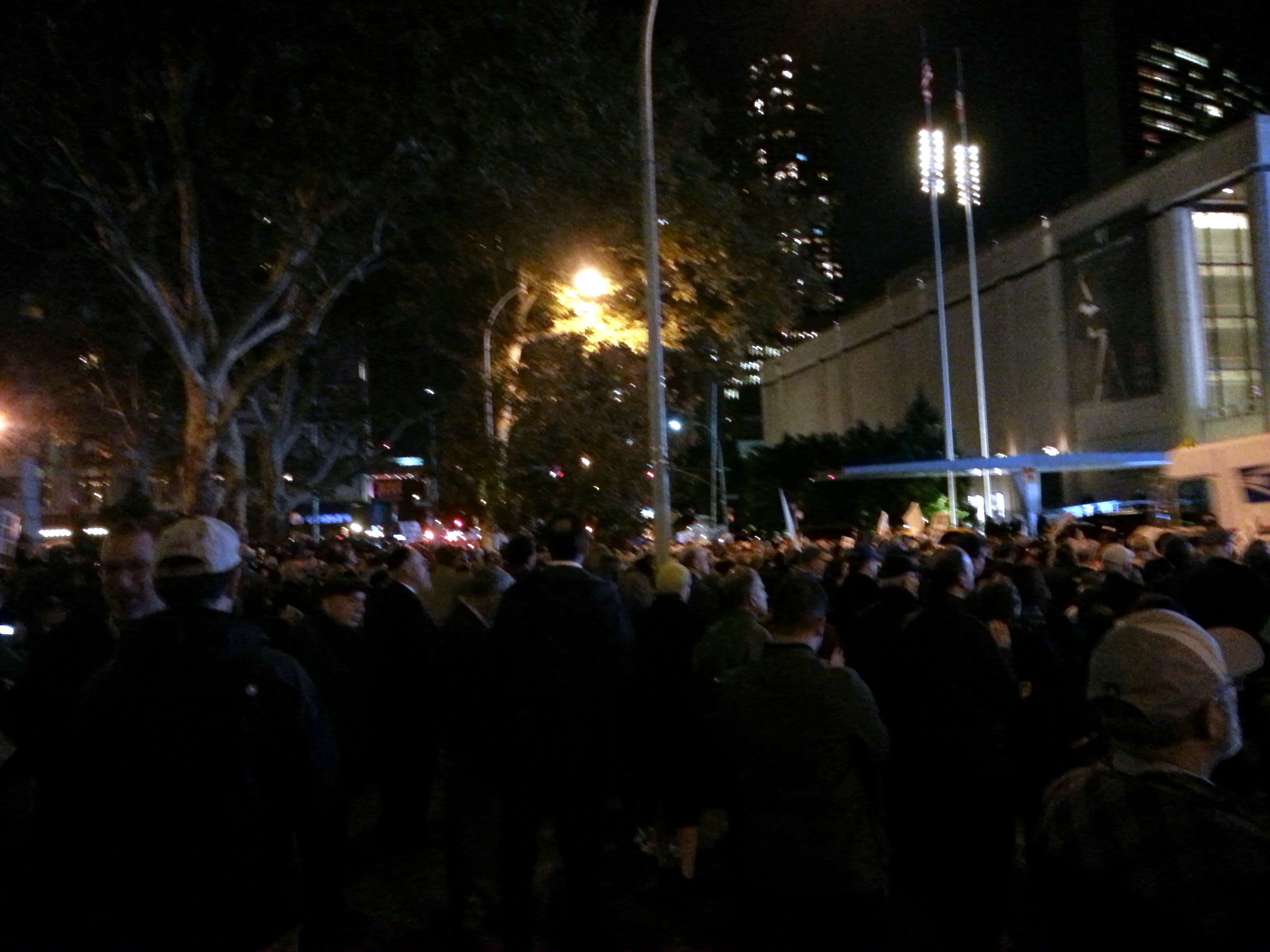
Demonstration 2014 mot Metropolitans uppsättning av The Death of Klinghoffer".

## Handling
Prolog De döda tillkännager ett budskap (exilpalestiniernas och judarnas körer).
Akt I
Strax utanför Alexandrias hamn har palestinska terrorister kapat lyxkryssaren Achille Lauro. Passagerarna, som till största delen är äldre turister, föses samman i en sal och amerikaner, britter och israeler skiljs åt. Naturens stämma talar till dem alla, men utan att uppfattas ("Havets kör"). Att vara terrorist innebär att vara oförmögen att finna själslig ro, vilket även gäller den yngste bland terroristerna, den musikälskande Mamoud. Han skall bevaka kaptenen. De båda får kontakt med varandra. "Nattens kör".
Akt II
Bibeln berättar om Hagar och ängeln. Abraham gör på uppmaning av sin ofruktsamma hustru Sara den egyptiska slavinnan Hagar havande. Hagar vill därefter inte längre utstå Saras ok utan flyr. Men Guds ängel befaller Hagar att stå ut med Saras hårdhet (kör). Terroristerna för upp amerikanerna, britterna och israelerna på däck, men kan inte bestämma sig för vad som skall göras. Den stekheta solen är obarmhärtig. Den rullstolsburne juden Klinghoffer förs ner under däck. Skräcken sprider sig på båda sidor: vem blir offret och vem blir gärningsmannen? Nere under däck blir Klinghoffer skjuten. Kaptenen är beredd att offra sig frivillig. Dagen bryter in (kör). Achille Lauro löper in i hamnen. Palestinierna har lämnat fartyget. Först nu får Klinghoffers hustru vetskap om makens död.